# Codex Rustici
Pour les articles homonymes, voir Rustici.

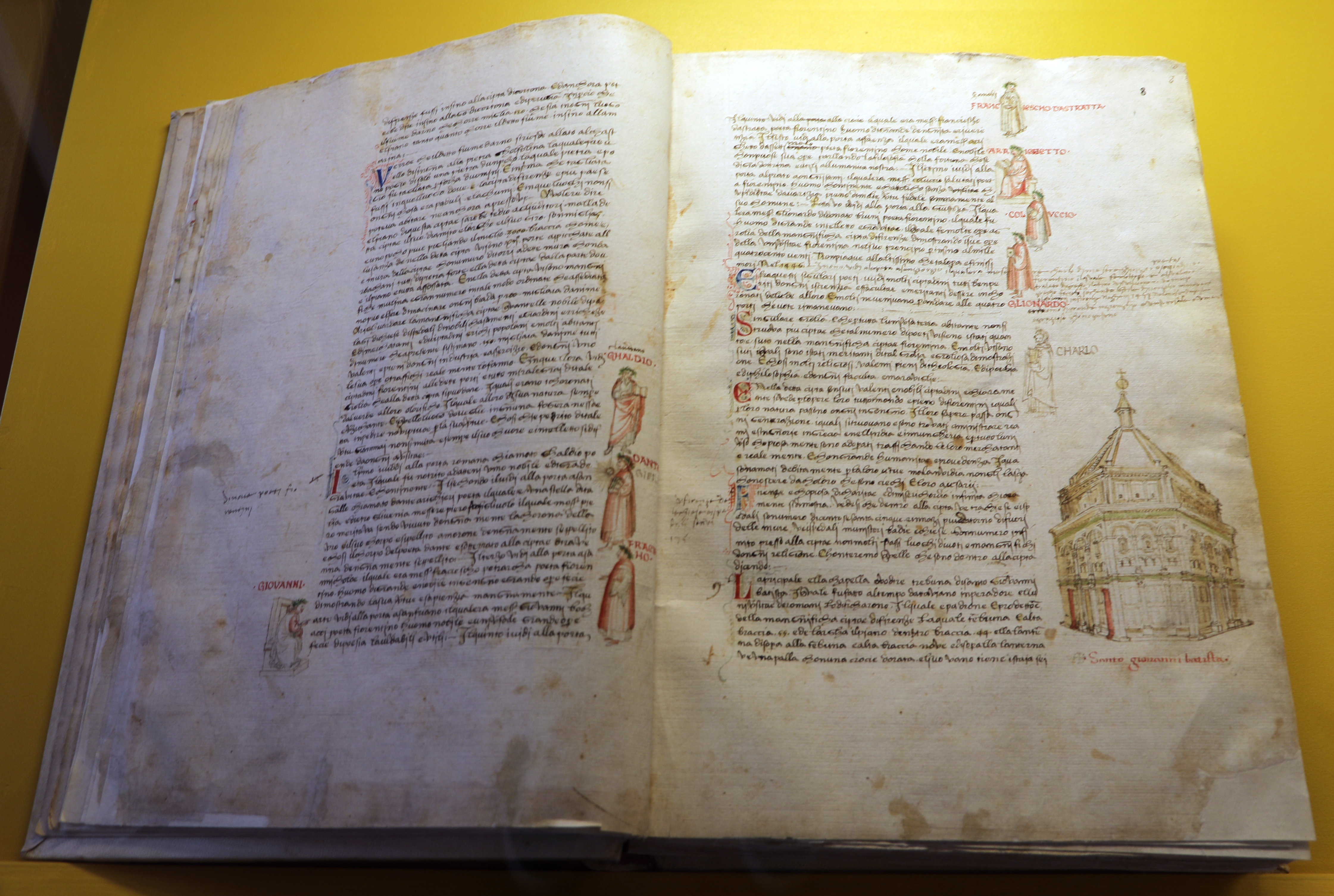
Codex Rustici

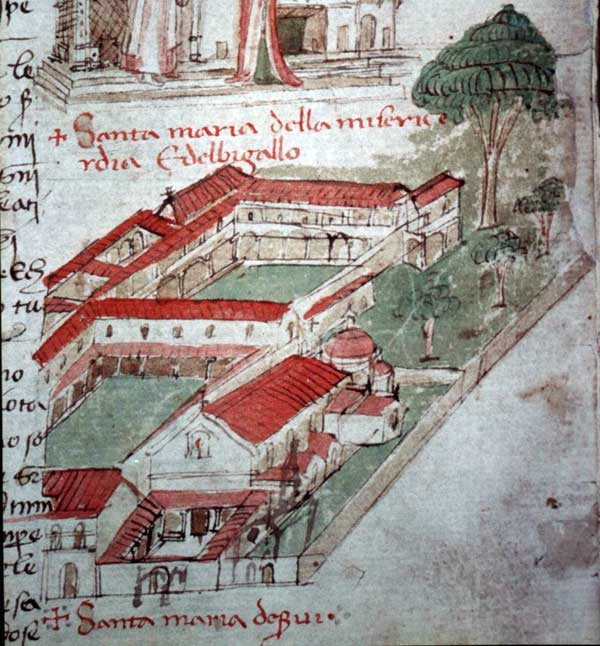
Santa Maria de' Servi e del Bigallo, illustration du Codice Rustici

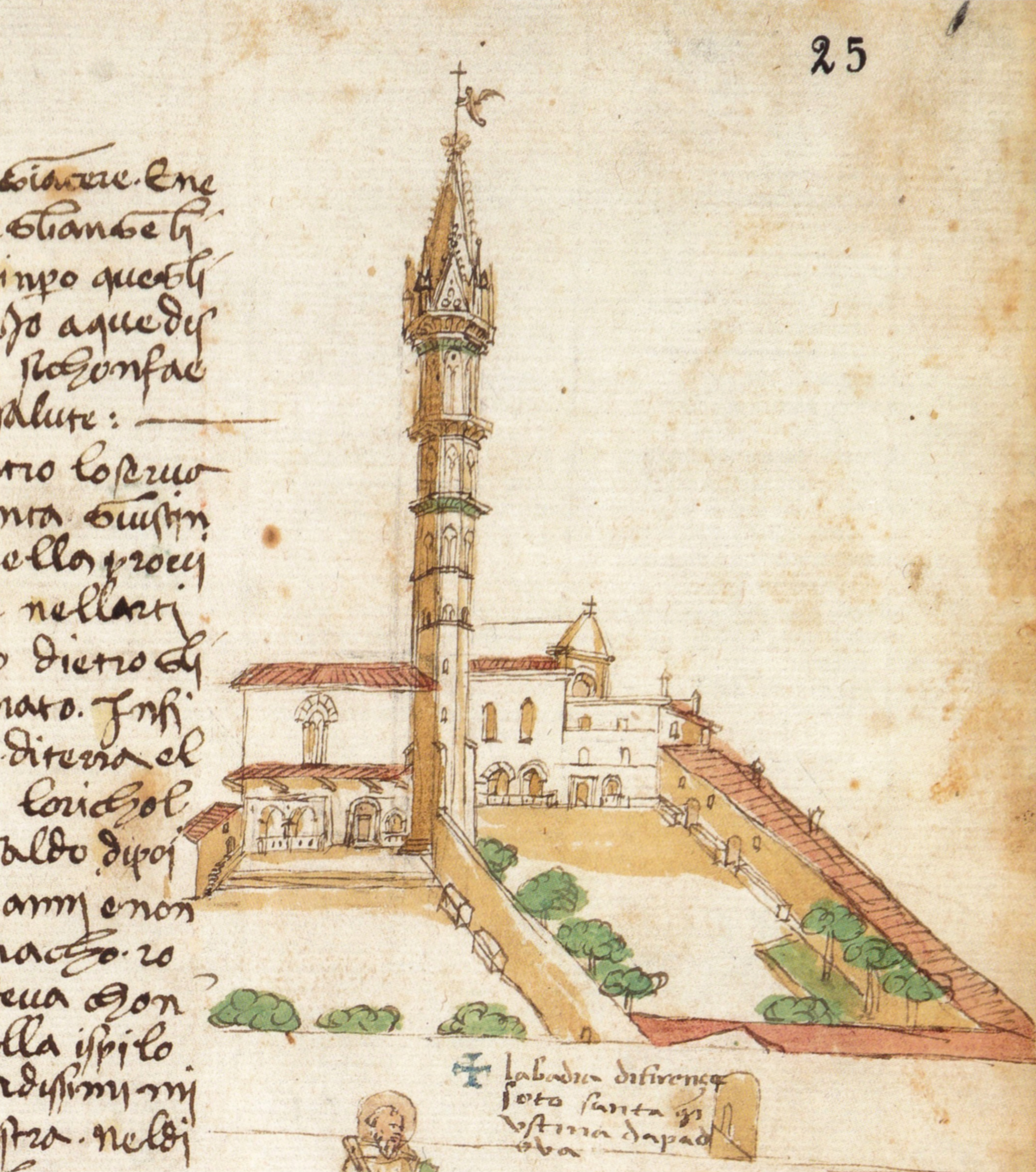
La Badia Fiorentina

Le Codex Rustici ou  Codice Rustici est un manuscrit enluminé (1448-1450) conservé à la bibliothèque du Grand Séminaire de Florence écrit et illustré par Marco di Bartolomeo Rustici, un orfèvre  florentin du milieu du Quattrocento qui a accompli un pèlerinage en Terre sainte. Une fois retourné chez lui, il dicte le compte-rendu de son voyage, comme l'avait fait, avant lui, Marco Polo.

## Contenu
La particularité de ce codex se situe dans la série d'illustrations à l'aquarelle, exécutées par lui-même, qui décrivent minutieusement les lieux de son voyage, de Florence à Jérusalem, dans son carnet de croquis, son Zibaldone.
Pour Florence, s'y trouvent illustrés une trentaine d'édifices comme ils apparaissaient à cette époque et ces images sont de fondamentale importance pour l'histoire de l'architecture, car permettant de  comprendre comme étaient des églises et des palais aujourd'hui disparus ou radicalement transformés comme :
- la façade de Santa Maria del Fiore
- la façade de l'église San Lorenzo
- Le plan de la Badia Fiorentina
- le plan de Santa Maria de' Servi e del Bigallo